# Església de la Mare de Déu del Roser de Nagasaki
L'església de la Mare de Déu del Roser de Nagasaki (ロザリオの聖母教会堂, Rozario no Seibo Kyōkaidō), també coneguda com a Església d'Ōno (大野教会堂, Ōno Kyōkaidō) és una temple de l'Església Catòlica Apostòlica i Romana a Nagasaki, Japó. El 30 de juny de 2018, l'església, juntament amb altres 11 lloc relacionats amb la persecució als cristians japonesos, fou afegida a la llista de Patrimoni de la Humanitat de la UNESCO.

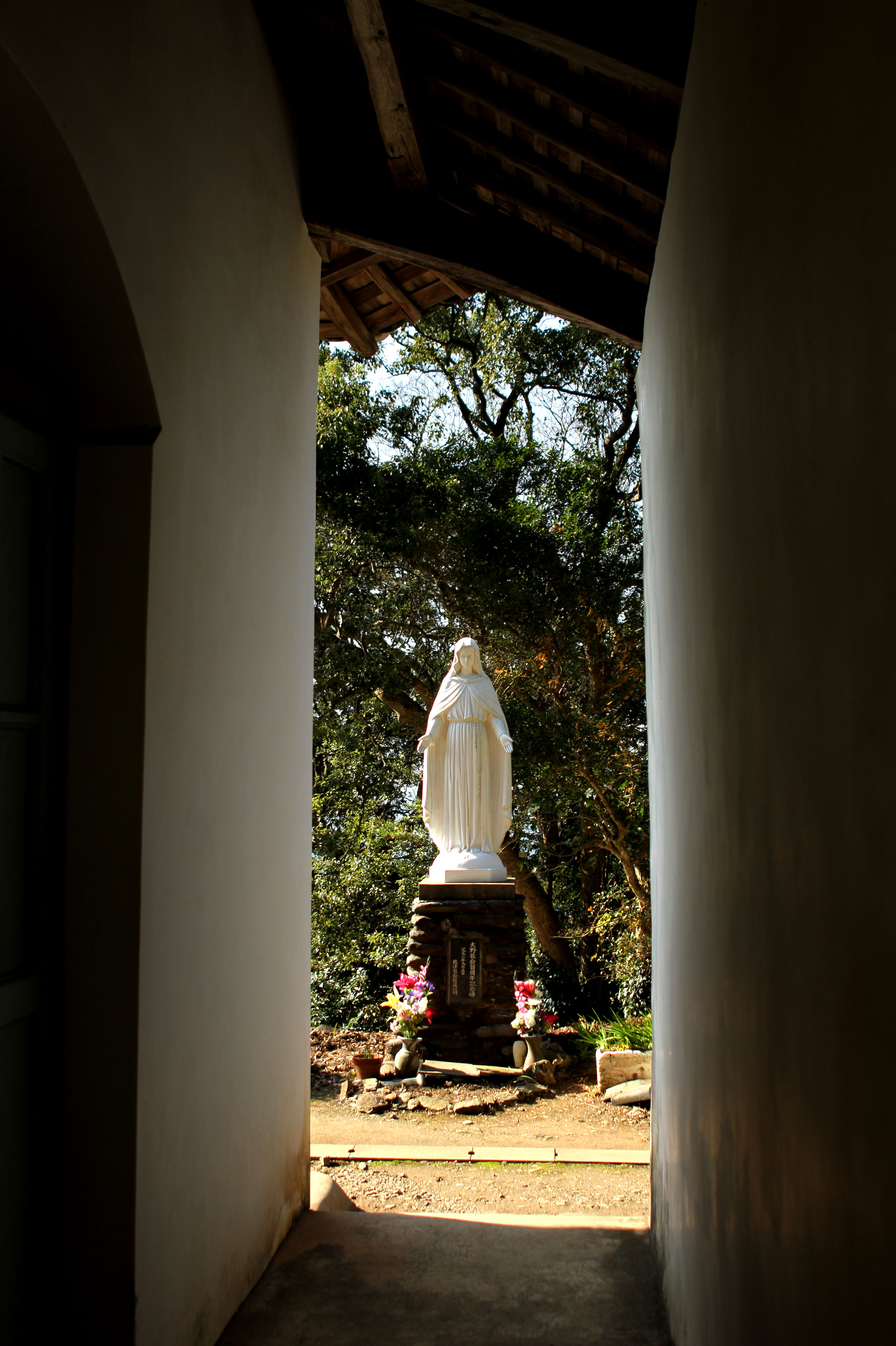
Mare de Déu del Roser

L'església fou construïda l'any 1893 per Marc Marie de Rotz, capellà missioner francés de la Societat de les Missions Estrangeres de París per a la regió de Sotome, al nord-oest de l'actual Nagasaki. Es tracta d'una església d'una sola planta i coberta de teula dissenyada i guiada pel pare Marc Marie de Rotz. Amb el nord com a davant, es divideix en una sala de culte al costat nord i una sacristia al costat sud. La sala és de pedra i té una amplada de 6,1 metres i una profunditat d'11,8 metres. Els murs exteriors dels costats nord i est-oest són coneguts com a "murs de Rotz" i estan fets per arrebossat de pedres tallades de basalt. La sacristia és de fusta i té una façana de 7,0 metres i una profunditat de 8,0 metres. No hi ha cap obertura al front nord, i és una forma rara d'entrar al vestíbul a través de la sala paravents des de l'entrada lateral. Juntament amb l'edifici hi han 518,84 metres quadrats de terreny. Al jardí de l'Església hi ha una estàtua de la Mare de Déu del Roser, des d'on es poden veure el Kakuriki Nada i el mar de la Xina Oriental, i les illes de Gotō a la distància. L'any 2004, l'església fou totalment restaurada a fons.